# Hugo Strange
Hugo Strange es un supervillano ficticio que aparece en los cómics publicados por DC Comics, comúnmente como un adversario del superhéroe Batman. El personaje es uno de los primeros villanos recurrentes de Batman y también es uno de los primeros villanos de Batman en descubrir la identidad secreta del héroe. El personaje apareció por primera vez en Detective Comics #36 (febrero de 1940).
Un enemigo notorio de Batman, el personaje ha aparecido en varias formas de medios no cómicos, incluidos animación, videojuegos y la serie de televisión de acción real Gotham, donde es interpretado por BD Wong.

## Biografía del personaje ficticio
Hugo Strange aparece por primera vez en el Detective Comics #36 (febrero de 1940). En tal historia había asesinado a un oficial del FBI, quien justo antes de morir revela dos palabras a Batman: "neblina" y "Strange". Finalmente el héroe descubre y desbarata el plan de Strange: una máquina para crear una neblina tan densa que impediría a la policía atraparlo en sus delitos.
Su segunda aparición fue en el Batman #1 (primavera de 1940), en donde tras escapar de la cárcel, y mediante experimentos científicos, crea una hormona del crecimiento que convierte a cinco secuaces que él mismo liberó del manicomio, en gigantescos "hombres monstruo". Esta historia sería actualizada por Matt Wagner el año 2006 en su cómic "Dark Moon Rising" (recopilatorio que actualizaba dos antiguas historias: "Batman y los Hombres Monstruo" y "Batman y el Monje Loco").
En el Detective Comics #46 (diciembre de 1940) el villano parece haber muerto y solo volvería a aparecer muchos años después en el Detective Comics #471 (1977) (recopilado en Batman: Strange Apparitions). Aquí Strange dirige una prestigiosa clínica privada con el objetivo de robar las identidades y fortunas a acaudaladas víctimas, hasta que sorpresivamente se encuentra con Bruce Wayne como víctima, robando todos sus secretos, descubriendo que él es Batman e incluso tomando su doble personalidad. En el número siguiente, en una lucha contra Rupert Thorne, volvería a morir (posteriormente solo aparecía como fantasma atemorizando a Rupert Thorne). Finalmente, en el Batman #356 (1983) se descubriría que había sobrevivido y utilizaba técnicas de yoga para amedrentar a Thorne haciéndole creer que estaba convertido en fantasma.
Grandes historias del supervillano son post Crisis en Tierras Infinitas, en el arco "Presa" de la serie "Legends of the Dark Knight" escrito en 1990 por Doug Moench, es contado un nuevo origen del villano como un brillante pero obsesivo psiquiatra que para ayudar a las autoridades inicia una investigación para descubrir quien es este nuevo vigilante llamado Batman. En 2001 en el arco "Terror" de la serie "Legends of the Dark Knight" escrito por Doug Moench, Strange regresa de una aparente muerte y trama un plan contra Batman, seguro de conocer su identidad, ingresando a Arkham como psiquiatra del espantapájaros, para usarlo en sus planes.
También cabe destacar que Hugo Strange está obsesionado con Batman, lo cual le lleva a querer copiar su imagen, su físico, sus técnicas de combate y su traje para probarse a sí mismo que puede hacer un mejor papel que Batman.
Un dato a considerar en todas estas historias en donde apareció el profesor Hugo Strange, es que Batman siempre es considerado un vigilante forajido y es perseguido por la policía y las autoridades.
En el comic-book Batman: Finding Answers de 1990 perteneciente a la serie de historias alternativas DC Files, Strange secuestra a Dick Grayson y a Alfred. El Murciélago atrapa a Strange en una isla del Pacífico y entra en una base fuertemente defendida. Al final, en el n.º Batman: The Fall, Batman accede a la planta central de la base y se encuentra con que Stranger asesinó a Alfred y a Dick. Batman, shockeado, recibe una descarga eléctrica y Stranger le inyecta un veneno, a la vez que activa el lanzamiento de un gas tóxico que inunda la sala. Strange consigue huir pero 2 meses después es atrapado por el Vigía, un nuevo héroe que no es otro que Bruce Wayne, quien declara oficialmente muerto a Batman y se retira en silencio. Años después, cuando DC retoma esta historia, Wayne cede su identidad de Vigía y muere a manos del hombre al que se la cedió, Damian Wayne, por un disparo en la nuca en Vigía: Resurrección y Muerte. En el número posterior (JLA After All: Gotham City Stories) se revela que Damian actuó bajo la influencia de Strange, ahora autodenominado Eminencia. Esta historia al ser alternativa, no influye en la trama principal.

## Apariciones en otros medios

### Televisión

#### Acción en vivo

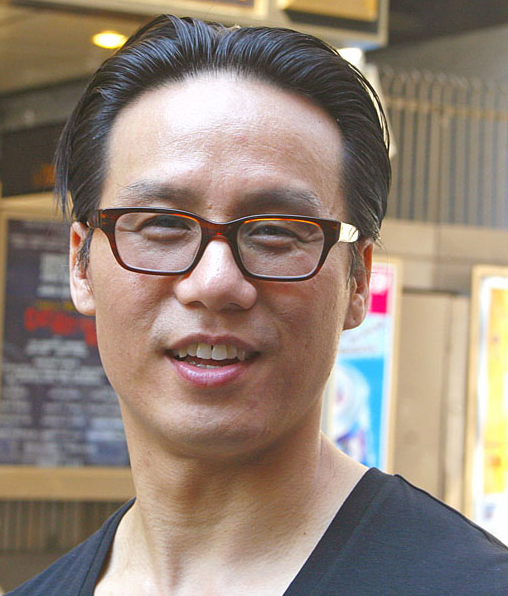
BD Wong interpreta a Hugo Strange en la serie Gotham.

El profesor Hugo Strange hace su debut en acción en vivo en la segunda temporada de Gotham, interpretado por BD Wong. Se lo representa como el loco Jefe de Psiquiatría en Arkham Asylum y supervisor de Indian Hill, una división secreta de Wayne Enterprises que realiza experimentos inhumanos en individuos sobrehumanos. En esta continuidad, Strange tiene un efecto importante en varios villanos en la galería de delincuentes de Batman: someter a Oswald Cobblepot a experimentos que alteran la mente para convertirlo en un miembro contribuyente de la sociedad; y transforma a Victor Fries y Bridgit Pike en Sr. Frío y Luciérnaga, respectivamente. Su proyecto número uno es resucitar a los muertos; comenzando con Theo Galavan, a quien reinventa como el guerrero Azrael. También se revela que él era un amigo y colega del padre de Bruce Wayne, Thomas, desempeñando un papel en los asesinatos de Wayne, y que sus experimentos de resurrección son financiados por un misterioso consejo. Pero las acciones de una Fish Mooney resucitada conducen al arresto de Strange, mientras que los diversos especímenes bajo su cuidado se liberan en Gotham. En la temporada 3, Fish Mooney lo saca de su celda de la prisión para encontrar una cura para su condición. El pingüino los acorrala en el bosque, pero decide dejarlos escapar, y Fish y Strange se van de Gotham. Antes de partir, el Pingüino les dice a ambos que nunca regresen a la ciudad de Gotham. En el episodio "Heroes Rise: Light the Wick", Kathryn Monroe del Tribunal de los Búhos lleva a Hugo Strange a Gotham City para extraer la sangre venenosa de Alice Tetch de Nathaniel Barnes y usarla como arma. Él prueba la sangre armada en un hombre que obtuvo la Corte de los Búhos. James Gordon y Harvey Bullock encontraron más tarde el laboratorio secreto donde estaba trabajando. Después de tranquilizar al sujeto de prueba, Hugo Strange les dio la investigación sobre la sangre armada y una muestra que mantuvo en secreto del Tribunal de los Búhos, a cambio de que no lo arresten, y provocó que el Tribunal de los Búhos siguiera adelante con sus planes. temprano. En "A Dark Knight: No Man's Land", Hugo Strange ayuda a restaurar a Solomon Grundy a Butch Gilzean. Cuando los pingüinos traigan los cuerpos de Riddler y Leslie Thompkins. s hombres, Strange comienza a trabajar en ellos. En la quinta temporada, Hugo Strange fue utilizado por Nyssa al Ghul (bajo el alias de Theresa Walker) y Delta Force usarán chips de control mental en Riddler y Leslie Thompkins, mientras hacen experimentos paralelos con los muertos nuevamente. Después de que Gordon frio las papas fritas en las cabezas de Riddler y Leslie, Strange hizo un experimento supervisado por Nyssa que convirtió a Eduardo Dorrance en Bane.

#### Animación
- Hugo Strange apareció en dos series del DC Animated Universe: 
  - Strange apareció en Batman: The Animated Series en el episodio "The Strange Secret of Bruce Wayne", como el antagonista principal, y con la voz de Ray Buktenica. En dicho episodio, Strange, con su máquina para leer mentes de la gente, y con eso, iba a chantajear a la Juez Maria Vargas, ya que está había quemado un edificio por completo cuando era una niña pequeña. Bruce Wayne va a investigar lo que está pasando, pero Strange utiliza la máquina para averiguar su identidad secreta. Strange llama al Guasón, Dos Caras, y al Pingüino para darles un secreto vídeo, pero al ser engañados, estos lo secuestran, solo para que Batman lo salve y revele ser Robin, haciendo que Strange no pueda acusarlo de ser Bruce Wayne, y como consecuencia, es entregado a las autoridades.
  - Strange reapareció en Justice League Unlimited, pero sin voz. Strange solo apareció en el episodio "The Doomsday Sanction", donde se revela que años después de descubrir que Bruce Wayne era Batman, fue reclutado por el Proyecto Cadmus. Esta aparición poco importante, según Dwayne McDuffie, era una señal de que Hugo Strange aparecería más tarde en el episodio "Question Authority", durante la escena de interrogación; sin embargo, al final fue reemplazado por el Doctor Luna, debido a Bat-embargo, ya que Strange apareció en The Batman. Probablemente, Waller se enteró de que Batman y Bruce Wayne eran la misma persona porque Strange se lo pudo contar.
- Hugo Strange aparece como uno de los antagonistas principales de la serie The Batman, siendo el villano principal de la segunda y tercera temporada. En esta serie, tiene la voz del fallecido Frank Gorshin y de Richard Green. Strange fue introducido en el episodio "Meltdown", pero en un breve cameo. Más tarde, él aparece en "Strange Minds", donde conoce a Bruce Wayne, y se revela que es aficionado a la mente criminal. En el episodio "Fistful of Felt", él cura el problema del Ventrílocuo, solo para devolverle a Scarface y volverlo a convertir en criminal, por lo cual Batman le advierte que lo estará observando. En "Gotham's Ultimate Criminal Mastermind", él crea a un villano llamado D.A.V.E., que tiene las habilidades del Guasón, del Acertijo, del Pingüino, de Cara de Barro, del Sr. Frío, y del mísmisimo Strange, pero Batman lo mata y encierra a Strange en el Manicomio Arkham. En "Strange New Minds", él droga a Batman y Robin con una toxina para que crean que son perseguidos por Zombis, pero Robin logra curarse por sí solo y consigue que Batichica cure a Batman. En "Rumors", Strange es secuestrado por Rumor, pero luego es liberado por Batman y devuelto a Arkham. Strange reaparece al final de la serie, en el último episodio, "Lost Heroes", donde ayuda a la Unión a cambio de que le dé todos los conocimientos del universo; la Unión acepta y cumple su trato, pero toda la cantidad de información rompió la membrana de la corteza del córtex cerebral de Strange, dejándolo en estado catatónico.
- Strange aparece en Young Justice.

### Películas
- Hugo Strange aparece en The Lego Batman Movie. Es uno de varios villanos aliados con el Joker.
- Hugo Strange aparece en Batman vs. Two-Face, que es la segunda película animada basada en la serie de televisión Batman de la década de 1960, con la voz de Jim Ward.
- Hugo Strange aparece en Batman: Gotham by Gaslight, con la voz de William Salyers. Él aparece como el director de Arkham Asylum. Strange muestra una profunda fascinación por los conceptos de máscaras e identidades alternativas, lo que lo atrae tanto a Batman como a Jack el Destripador. Se acerca a Bruce Wayne en el funeral de la hermana Leslie y le ofrece su visión sobre la identidad del Destripador, insinuando la posibilidad de que también haya deducido la identidad de Bruce como Batman. Más tarde en su oficina en Arkham, Strange es abordado por quien cree que es Batman, pero en cambio es Jack el Destripador. Jack el Destripador luego mata a Strange lanzándolo a un pozo lleno de pacientes trastornados de Arkham, lo que les permite destrozarlo.

### Videojuegos
- Strange ha aparecido en la saga de Lego Batman:
  - Hugo aparece en la versión DS de Lego Batman: The Videogame, durante el minijuego "Villain Hunt", donde se le tiene que capturar en la Reserva Nacional de Oro de Gotham. Tras eso, es un personaje desbloqueable y comprable.
- Hugo Strange aparece como un personaje menor en Injustice: Gods Among Us. Aparece como uno de los villanos principales del Manicomio Arkham.
- Hugo ha aparecido en muchos juegos de la saga de Batman: Arkham:
  - La bío de Hugo Strange aparece en Batman: Arkham Asylum, donde se revela que fue psiquiatra del Manicomio Arkham.
  - Hugo aparece en Batman: Arkham City como el antagonista principal, con la voz de Corey Burton. Según Rocksteady Studios, esta es la primera vez Batman lo ha enfrentado en esta continuidad. El Dr. Hugo Strange, quien tiene un oscuro pasado que involucra experimentos controversiales con el control de la conducta, se revela que ha lavado el cerebro del alcaide Quincy Sharp, para convertirlo en su marioneta durante su tiempo en el Asilo. Después de los acontecimientos de Batman: Arkham Asylum, Strange ha usado a Sharp para que se presente a la alcaldía, a sabiendas de que si el alcaide del Manicomio Arkham ganara la posición, le daría influencia casi ilimitada sobre Gotham. Pronto, Sharp es elegido, y Strange le ordena a proponer un proyecto llamado "Arkham City", un centro de detención del tamaño de una ciudad, donde se les permita a los dementes criminales estar por todas partes. Después de que el "Arkham City" se autoriza, Strange es nombrado director de la instalación. Más tarde se revela que él también ha sufrido un lavado de cerebro y está siendo manipulado por contratistas exmilitares, conocidos como Guardias TYGER, que utilizan la tecnología creada por el Sombrerero Loco. Él continúa su investigación no ética, simplemente para detener a cualquiera que intente descubrir la verdad a la ciudad de Arkham. Finalmente, Strange tiene a Bruce Wayne (quien sabe que es el alter ego de Batman) capturado, y lo arroja a la Ciudad Arkham para que muera. Durante una conversación entre los dos, Strange afirma que una operación denominada "Protocolo 10" marcará el fracaso de Batman y lo hará famoso. Cerca del final del juego, el dudoso alcaide da un golpe de Estado y se revela como el exterminio por el mayor de población penal de Arkham después de la espiración de su interés profesional para él. Después de que sus fuerzas de seguridad privadas ocasionan las masacres de cientos de reclusos con un Hailfire de ataques con misiles de aire, Batman desactiva los helicópteros de ataque y las violaciones a la Wonder Tower, sede de Strange. Después de derrotar a muchos guardias TYGER, Batman finalmente llega a donde Strange y la fuerza desactiva la operación. Durante el enfrentamiento contra Batman, el profesor es apuñalado por su benefactor secreto, Ra's al Ghul, para su fracaso. Mientras Batman discute con Ra's al Ghul sobre su plan, el último acto de Strange antes de sucumbir a sus heridas fue activar el Protocolo 11 (una secuencia de autodestrucción por su torre de mando), tratando de matar a sus enemigos antes de morir a sí mismo. Pero a pesar de Ra's fue asesinado, Batman se las arregló para salir de la torre en el tiempo, haciendo que Hugo fallará en su última voluntad.
  - Strange es mencionado por Dra. Harleen Quinzel en las filas de extorsión de Alberto Falcone, en Batman: Arkham Origins. Al parecer, Strange se ocupaba del tratamiento psicológico de Falcone. Muchos pósteres que anuncian experimentos de Hugo aparecer repartidos en toda Gotham.
  - Hugo es mencionado en ocasiones a través de la charla de radio local por varios matones en Batman: Arkham Knight. Los matones, ahora en control de Gotham gracias al plan maestro del Espantapájaros, se ríen de que Strange estaba haciendo realmente un favor a Gotham con el Protocolo 10.